# Holger Pind
Holger Pind (4. juni 1899 på Oustrup Østergaard, Røgen Sogn – 5. maj 1988 i Charlottenlund) var en dansk arkitekt. Han er især kendt som biografarkitekt.
Hans forældre var gårdejer Niles Pind og Mette Lene Mathiesen.
Holger Pind tegnede i 1920'erne nogle villaer præget af nyklassicismen, men han fik sit gennembrud 1937 med Skovshoved Biografteater, som fik god presse. Det førte til ca. 100 opgaver med at tegne biografer i hele Danmark. Mange er disse er i sagens natur senere lukket og ombygget. Han modtog amerikansk filmindustris pris 1952. 
Alle Pinds biografer er funktionalistiske. I forbindelse med saneringen af Indre By i København i 1960'erne tegnede Pind en række store karreer i et modernistisk udtryk, men bygningerne er meget anonyme og gennemsnitlige.
Pind giftede sig 17. juni 1939 på Frederiksberg med Dorthea Marie Kristiansen (12. maj 1903 i Over Dråby, Dråby Sogn, Horns Herred – 20. maj 1984), datter af hjulmand Karl Julius Kristiansen og Johanne Marie Petersen. Sønnen Tage Pind (født 1927) har også været arkitekt.

## Værker
Talrige enfamiliehuse, bl.a.:
- Skovvej 105 (1932) og 109, Jægersborg (1932)
- Damgårdsvej 19 for komponist Emil Reesen, Klampenborg (1935)[1]
- Karlebovej 36, Karlebo (1937)
- Hegnsvang 3, Vangede (1938)[1]

100 biografer i hele Danmark, bl.a.:
- Skovshoved Biografteater, Skovshoved (ca. 1937, senere ombygget til erhverv)
- Udvidelse af Kinografen, Roskilde (1939-43, lukket)[2]
- Hesselager Bio, Hesselager (1941, lukket 1984 og ombygget)[3]
- Casino, Istedgade, København (1943, senere ombygget. Nedrevet efter 2000)
- Kino, Asnæs (1943, lukket 1986)[4]
- Borup Kino, Borup (1944)[5]
- Kino, Holbæk, nu Holbæk Teater (1946, ombygget)[6]
- Ombygning af Bio, Mørke (1946, lukket 1983)[7]
- Vig Bio, Vig (1947)[8]
- Nørre Aaby Biograf, Nørre Aaby (1948)
- Park Teatret, Nordre Strandvej, Risskov (1953, lukket 1982)[9]
- Værløse Biograf (1954, ombygget)[10]
- Kosmorama, Aarhus (1954-55, lukket 1985)[11]
- Husum Bio, Husum (1954-55, lukket 1989 og ombygget)[12]
- Ombygning af Paladsteatret, København (1955, senere ombygget igen)
- Ombygning af Bio, Rungsted (1956, nedrevet 1991)[13]
- Kosmorama, Helsingør (1957, nedrevet 1985-86)[14]
- Skagen Biografteater, Skagen (1958)[15]
- Helios Teatret, Faaborg (1961)[16]

Andre værker:
- Karlebo Skole, Karlebo (1944)[17]
- Hovmands Købmandsgård, Østergade 14B-C, Rødby (1944)[18]
- Nivå Centralskole, Nivå (1956)[17]
- Røgen Forsamlingshus (1960)[19]
- Karrén Hausergården, Hauser Plads 20/Åbenrå 5, København (1960)[20]
- Karré, Suhmsgade 2/Landemærket 19-25, København (1966)[21]

Projekter:
- Sanering af Fredensgade, København (1961, sammen med Robert Duelund Mortensen).